# Trigonostoma mozambicense
Trigonostoma mozambicense is een slakkensoort uit de familie van de Cancellariidae. De wetenschappelijke naam van de soort is voor het eerst geldig gepubliceerd in 2002 door Petit & Harasewych.